# نيمانيا فيديتش (لاعب كرة قدم)
نيمانيا فيديتش هو لاعب كرة قدم صربي في مركز الوسط، ولد في 8 يونيو 1989 في بلغراد في صربيا. لعب مع راد بيوغراد ونادي زيمون ونادي غوريتسا.

## وصلات خارجية
- نيمانيا فيديتش (لاعب كرة قدم) على موقع قاعدة بيانات كرة القدم.إي يو (الإنجليزية)
- نيمانيا فيديتش (لاعب كرة قدم) على موقع Soccerway.com (الإنجليزية)